# 티엔히엔
티엔히엔(베트남어: Thiên Hiến / 天憲 천헌, 1519년 2월 또는 3월 ~ 1519년 7월)은 베트남 후 레 왕조 때 레조(黎槱)가 사용한 연호이다.

## 개원 기록
- 《대월사기전서》(大越史記全書) 권15 본기실록 6[1][2]

- 《흠정월사통감강목》(欽定越史通鑑綱目) 정편(正編) 권26[3][4]

## 연대 대조표
| 티엔히엔 | 서기 (西紀) | 간지 (干支) | 후 레 왕조 연호    | 명나라 연호     |
| 원년     | 1519년      | 기묘 (己卯) | 꽝티에우(光紹) 4년 | 정덕(正德) 14년 |